# Mobilna Jednostka Dowodzenia Operacjami Powietrznymi
Mobilna Jednostka Dowodzenia Operacjami Powietrznymi(MJDOP) – sformowana 1 stycznia 2011 na bazie 31. Ośrodka Dowodzenia i Naprowadzania jednostka wojskowa, stacjonująca w Poznań-Babki, podlega dowódcy Centrum Operacji Powietrznych.
MJDOP jest jednostką  szczebla taktycznego, wchodzącą w skład systemu dowodzenia, podporządkowaną Dowódcy Centrum Operacji Powietrznych – Dowódcy Komponentu Powietrznego. Przeznaczona jest do realizacji zadań w zakresie zbioru i opracowania informacji o sytuacji powietrznej oraz kierowania siłami i środkami wydzielonymi z Sił Powietrznych do dyżurów bojowych.

## Zadania jednostki
Do zasadniczych zadań realizowanych przez MJDOP w czasie pokoju należy m.in.:
- kontrola stopnia gotowości bojowej sił i środków wydzielonych do dyżuru;
- ciągła analiza sytuacji powietrznej w zakresie przestrzegania ustalonych parametrów lotu;
- kierowanie misjami „AIR POLICING” w przydzielonym sektorze odpowiedzialności;
- zabezpieczenie szkolenia lotniczego jednostek lotniczych;
- realizacja ostrzegania wojsk i ludności cywilnej o zagrożeniach z powietrza;
- analiza warunków atmosferycznych oraz sytuacji skażeń w przydzielonym sektorze odpowiedzialności.

Historia Mobilnej Jednostki Dowodzenia Operacjami Powietrznymi jest ściśle powiązana z historią 31 Ośrodka Dowodzenia i Naprowadzania (31 ODN), który to po przeformowaniu z dniem 31.12.2010 r. utworzył nową jakość wojska w narodowym systemie Obrony Powietrznej Kraju.
Proces tworzenia jednostki dowodzenia i naprowadzania statków powietrznych w m. Babki rozpoczął się z chwilą powołania przez dowódcę 3 Korpusu Obrony Powietrznej 13 stycznia 2003  Grupy Organizacyjnej, której zadaniem było  przygotowanie niezbędnej dokumentacji dla nowo formowanej jednostki oraz obsady personalnej.
Mobilna Jednostka Dowodzenia Operacjami Powietrznymi jako spadkobierczyni 31 ODN stała się integralnym elementem systemu dowodzenia Sił Powietrznych podległą Dowódcy Centrum Operacji Powietrznych - Dowódcy Komponentu Powietrznego realizując zadania w przydzielonym sektorze odpowiedzialności.

## Tradycje
Decyzją nr 21/MON Ministra Obrony Narodowej z dnia 9 marca 2018, MJDOP przejęła i z honorem kultywuje tradycje 305 Dywizjonu Bombowego Ziemi Wielkopolskiej im. Marszałka Józefa Piłsudskiego, a także otrzymała imię płk. pil. Szczepana Ścibiora. Ustanowiono święto jednostki na dzień 25 kwietnia.

### Insygnia
Decyzją Nr 342/MON Ministra Obrony Narodowej z 20 września 2011 wprowadzono odznakę pamiątkową jednostki.
Decyzją Nr 40/MON Ministra Obrony Narodowej z 20 kwietnia 2018 wprowadzono oznakę rozpoznawczą jednostki.

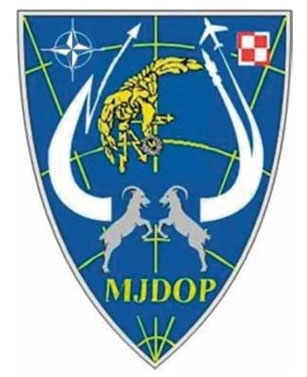
Odznaka pamiątkowa
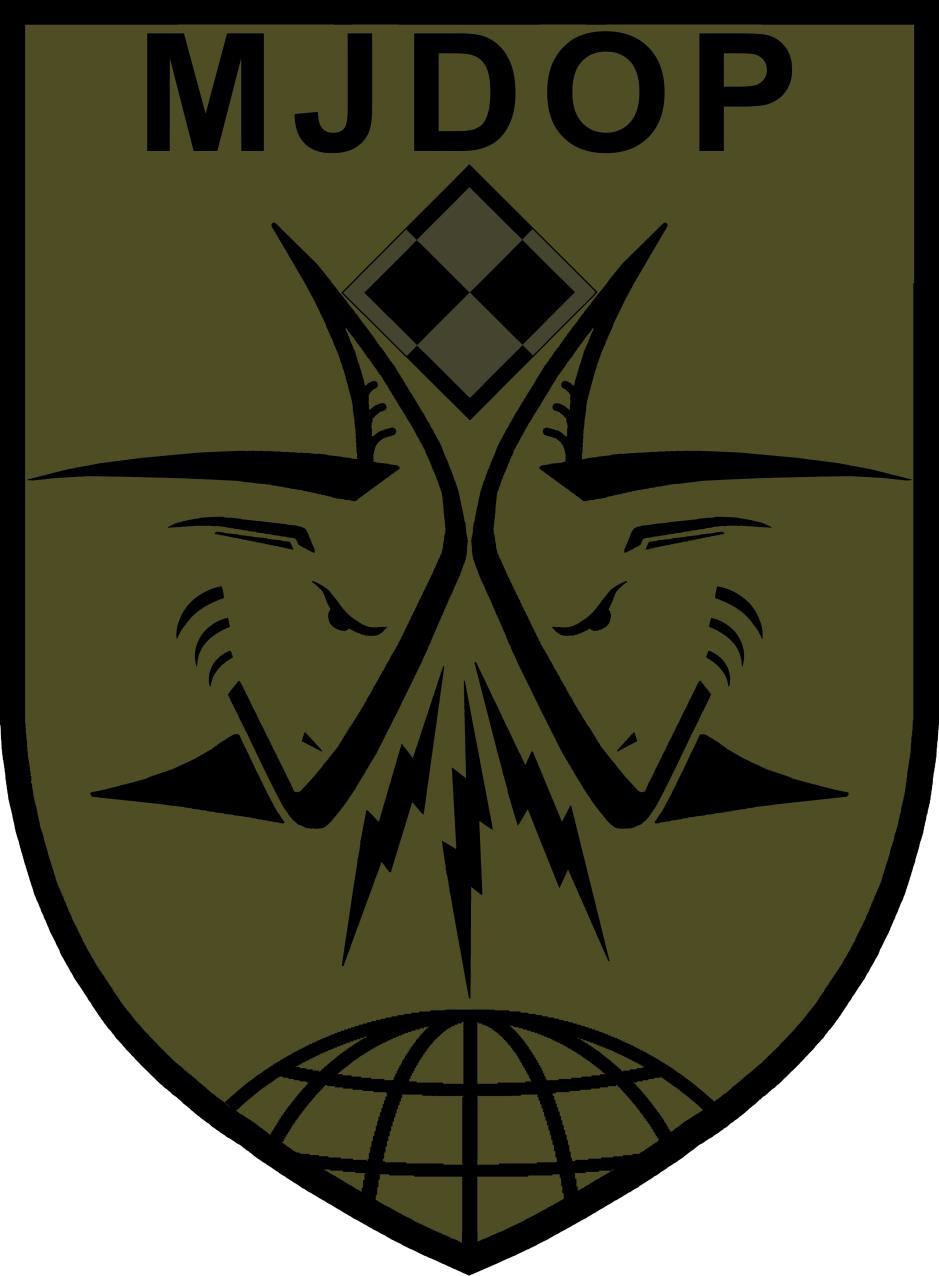
Oznaka rozpoznawcza mundur polowy
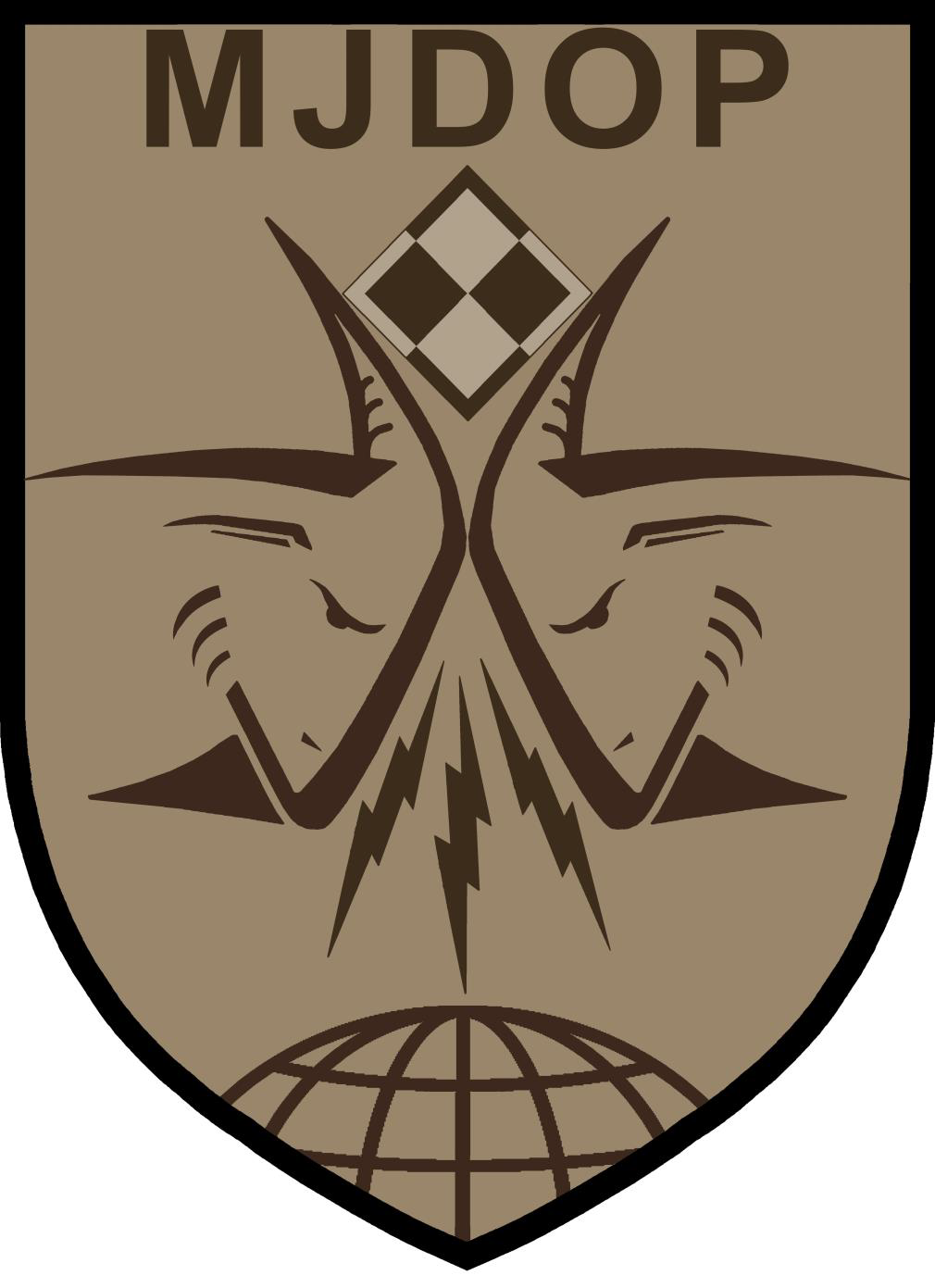
Oznaka rozpoznawcza mundur polowy pustynny

## Dowódcy jednostki
- 31 ODN
  - płk dypl. pil. Ryszard Andryszczak – 12 maja 2003 – 20 grudnia 2005
  - płk dypl. pil. Cezary Wasser (p.o.) – 20 grudnia 2005 – 30 listopada 2006
  - płk dypl. pil. Jacek Łazarczyk – 30 listopada 2006 – 30 sierpnia 2010
  - ppłk dypl. Janusz Droździk (p.o.) – 30 sierpnia 2010 – 31 grudnia 2010
- MJDOP
  - płk dypl. pil. Rafał Nowak – styczeń 2012 – wrzesień 2013
  - płk mgr inż. pil. Jacek Zygmanowski – październik 2013 – październik 2016
  - płk dypl. pil. Mirosław Nawrocki – 16 stycznia 2017 – 31 stycznia 2020
  - płk dypl. pil. Andrzej Witak – 1 lipca 2020 – 31 stycznia 2022
  - płk dypl. pil. Ryszard Walkowicz – 21 marca 2022 – obecnie